# Plegadora

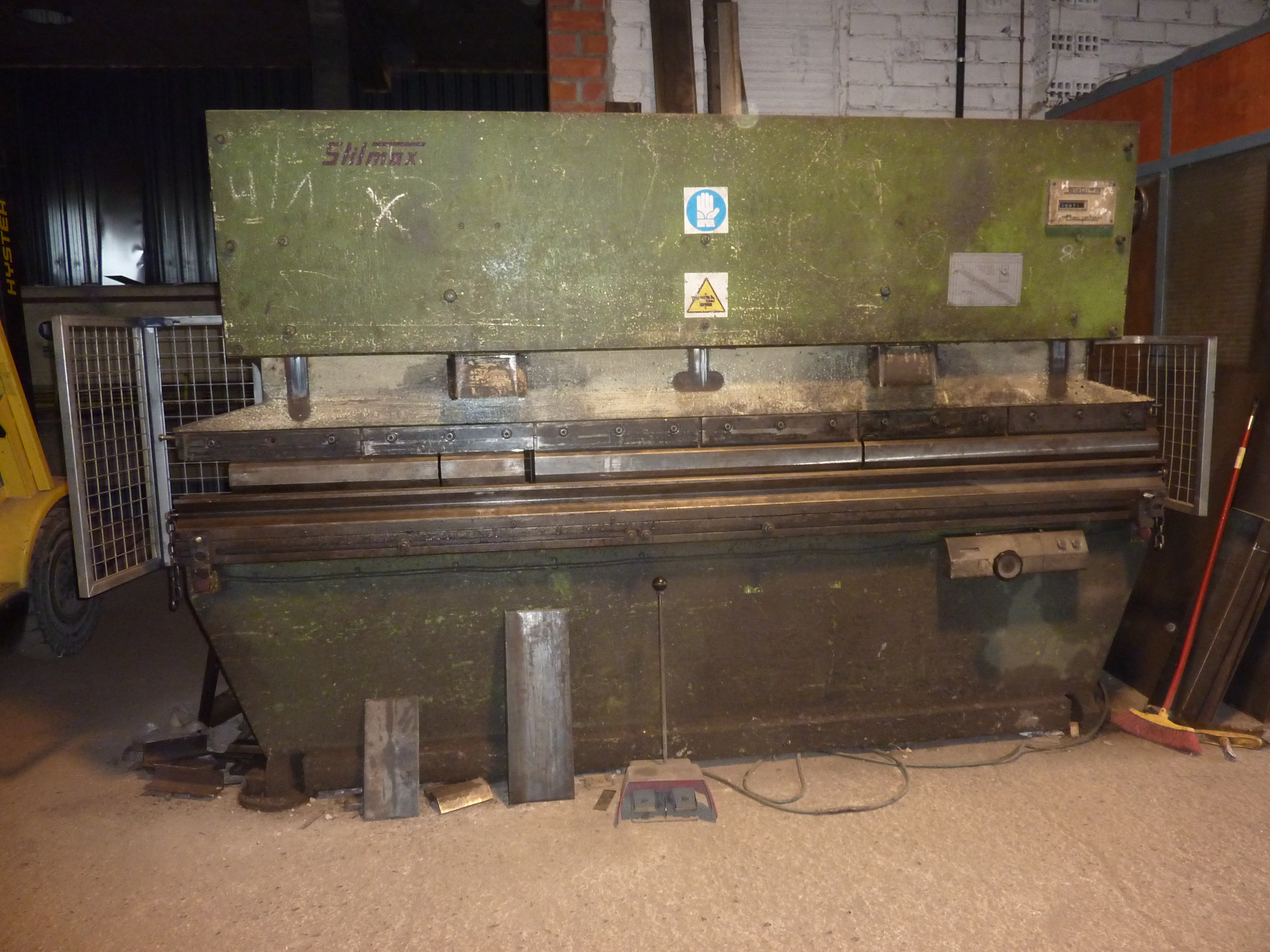
Plegadora

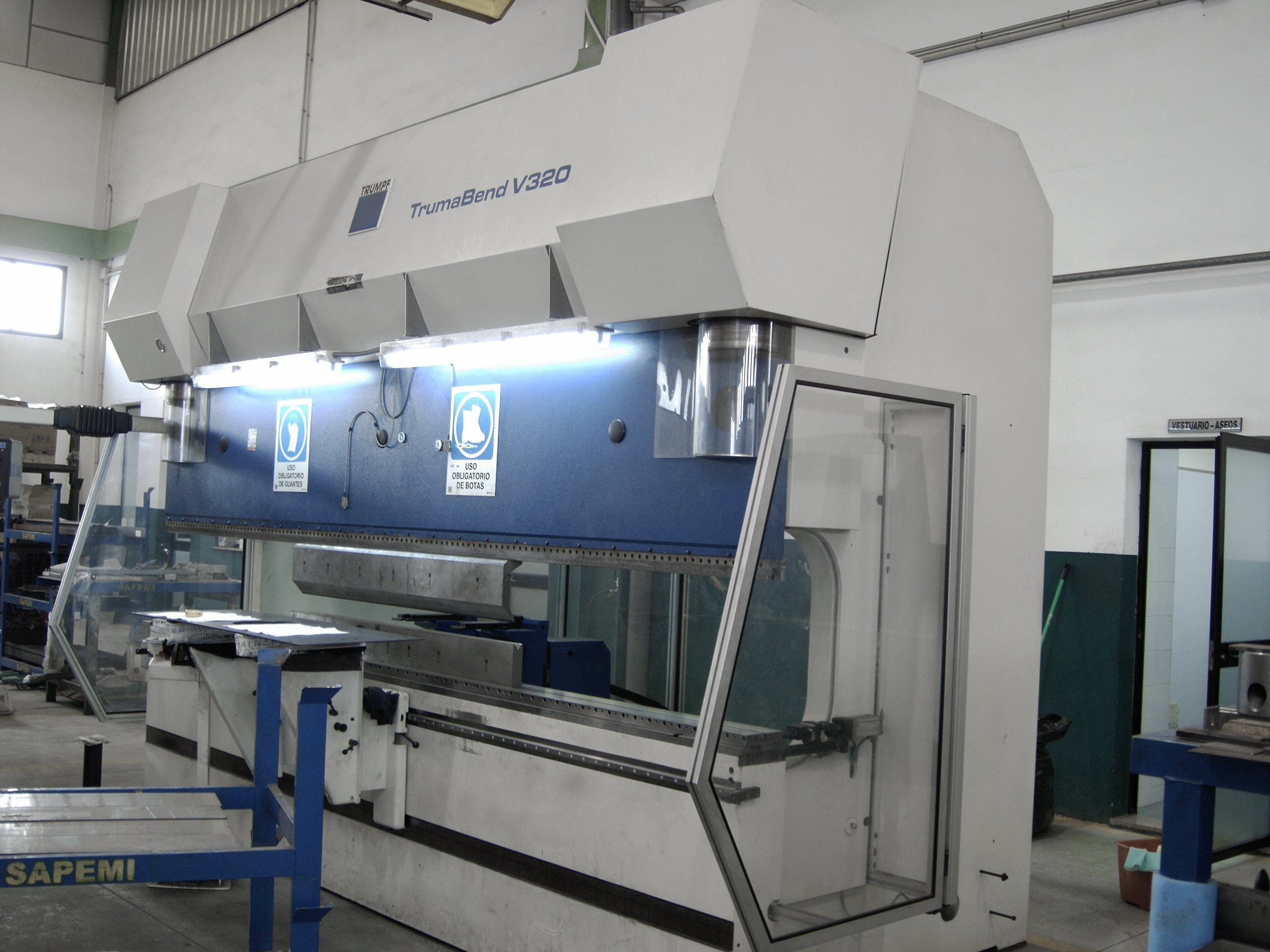
Plegadora de xapa

Les plegadores són màquines dissenyades especialment per al plegat de xapa; aquestes màquines efectuen diversos tipus de plegat: plegat a fons i plegat a l'aire, tenint en compte el gruix de la xapa. Es classifiquen depenent de la força motriu amb la qual es produeixi el plegat així com de les diverses formes o actuació de les forces del premsatge. El seu funcionament és molt semblant al de la cisalla però en lloc de dur ganivetes té uns motlles que permeten doblegar la planxa.
L'estructura d'aquestes màquines estan formades per diversos elements ja sigui per accionament mecànic com a hidràulic, el més important ho constitueixen les peces d'actuació, alguna d'aquestes màquines permeten controlar la penetració del punxó.

## Definició
És una màquina–eina dissenyada per al doblegat de xapa, són utilitzades normalment per al treball en fred; aquestes són generalment hidràuliques i mecàniques.

## Classificació
Les premses plegadores es classifiquen en:
- Premses mecàniques
- Premses hidràuliques
- Premses hidràulic – mecàniques
- Premses pneumàtiques

## Característiques de plegadora manual
Les característiques principals de tots els elements bàsics com els laterals, pisón i mordassa estan dissenyats en perfil tubular de fosa pel que ofereixen una gran resistència a la flexió.
Els radis interiors mínims en els màxims espessors són d'1.5 vegades l'espessor de la xapa. Les vores mínimes de plegat oscil·len entre 6 o 7 vegades el seu espessor.
Tots els òrgans principals giren sobre coixinets de bronze fosforós d'alta qualitat i les clavegueres sobre coixinets de boles, la qual cosa li dona una facilitat de maniobra sense gran esforç. Els tres principals elements de la plegadora són desplaçables el que permet obtenir els més variats perfils.

## Avantatges
1. Les plegadores de xapes són de fàcil maneig.
2. La seva aplicació es generalitza a diversos sectors industrials i en la metal·lúrgica.